# Paroxyophthalmus
Paroxyophthalmus är ett släkte av bönsyrsor. Paroxyophthalmus ingår i familjen Tarachodidae.
Kladogram enligt Catalogue of Life:
| Paroxyophthalmus | \| \| Paroxyophthalmus collaris \| \| \| \| \| \| Paroxyophthalmus nigericus \| \| \| \| \| \| Paroxyophthalmus ornatus \| \| \| \| \| \| Paroxyophthalmus savatieri \| \| \| \| |
|                  | \| \| Paroxyophthalmus collaris \| \| \| \| \| \| Paroxyophthalmus nigericus \| \| \| \| \| \| Paroxyophthalmus ornatus \| \| \| \| \| \| Paroxyophthalmus savatieri \| \| \| \| |
|                  | Paroxyophthalmus collaris |
|                  | |
|                  | Paroxyophthalmus nigericus |
|                  | |
|                  | Paroxyophthalmus ornatus |
|                  | |
|                  | Paroxyophthalmus savatieri |
|                  | |